# Vojenská přilba
Vojenská přilba (též helma, dříve také lebka) je účelová pokrývka hlavy, druh přilby a důležitá součást vojenské výstroje, chránící před zraněním hlavy.

## Terminologie

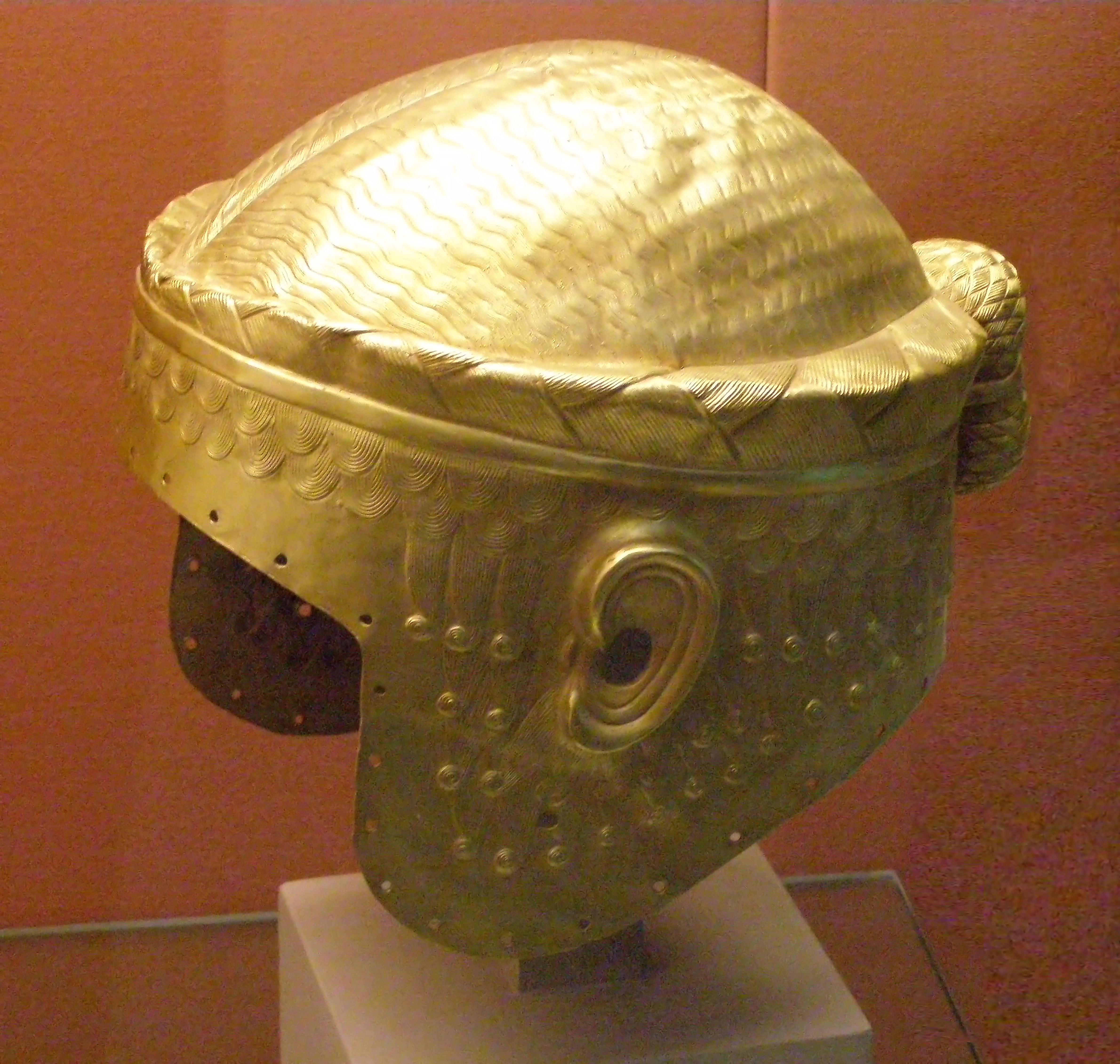
Zlatá přílba sumerského krále Meskalamduga

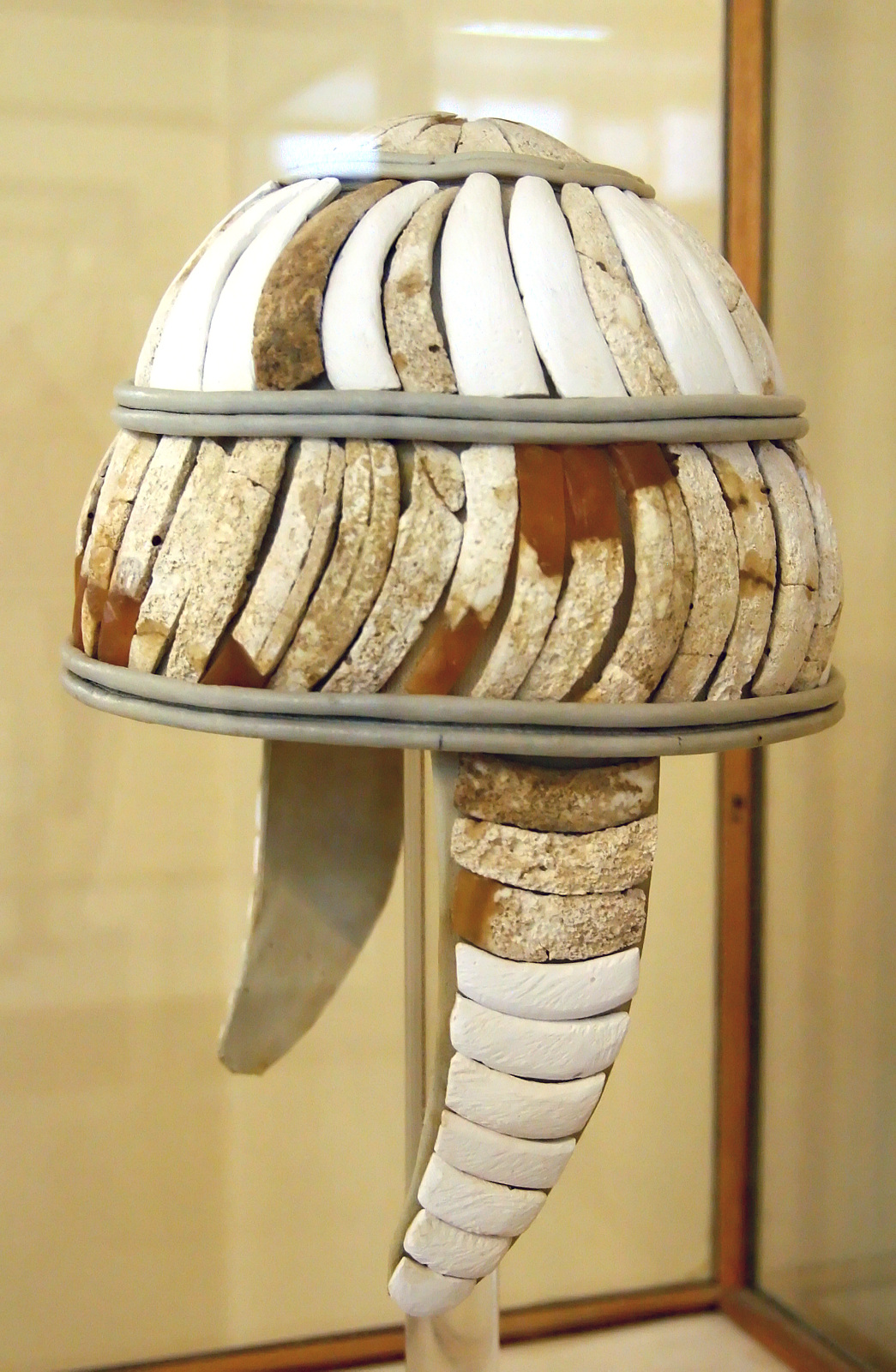
mykénská přilba z kančích klů

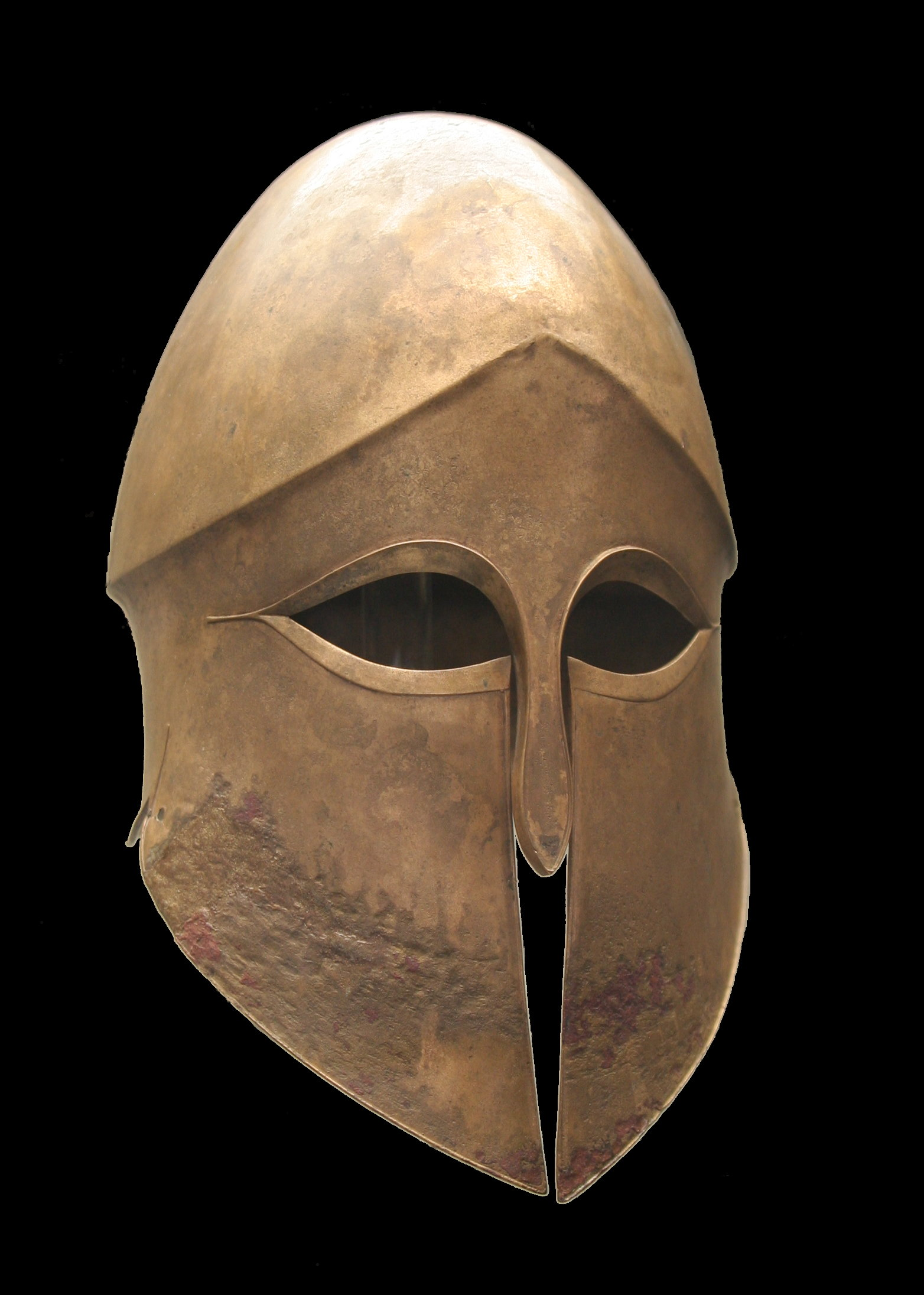
Korintská přilbice

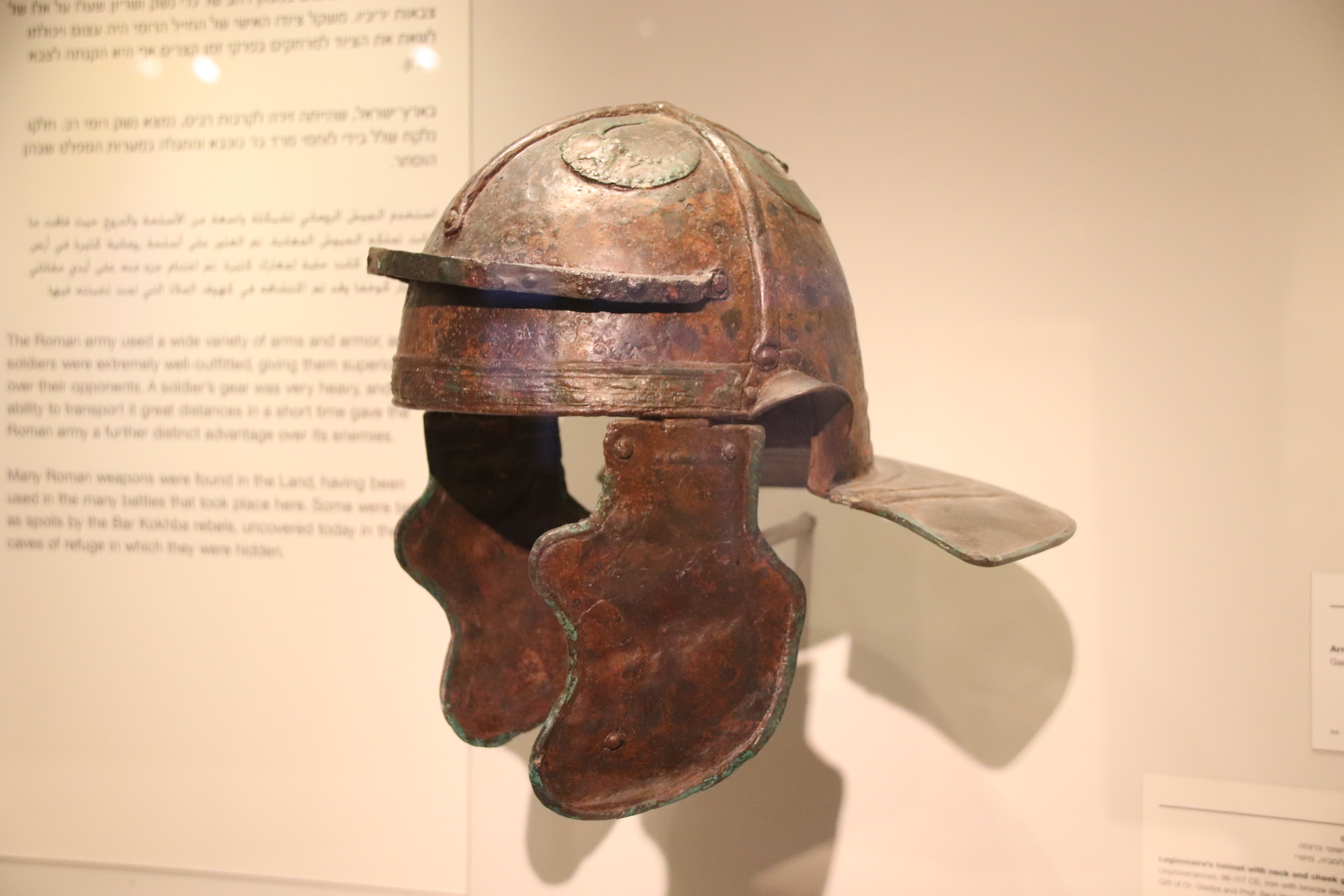
Římská legionářská přilba - galea

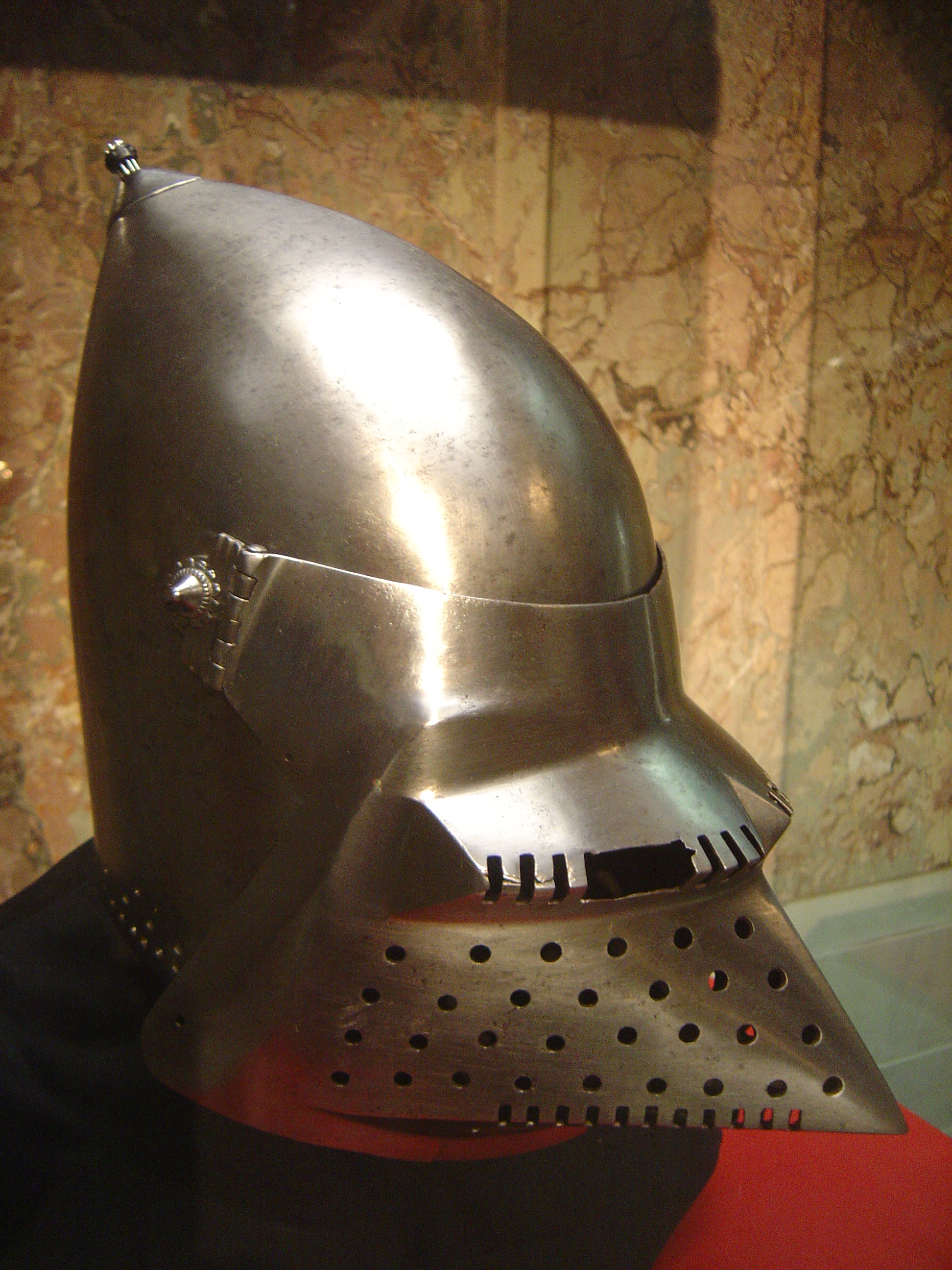
Rytířská přilbice s hledím odpovídající cca roku 1400

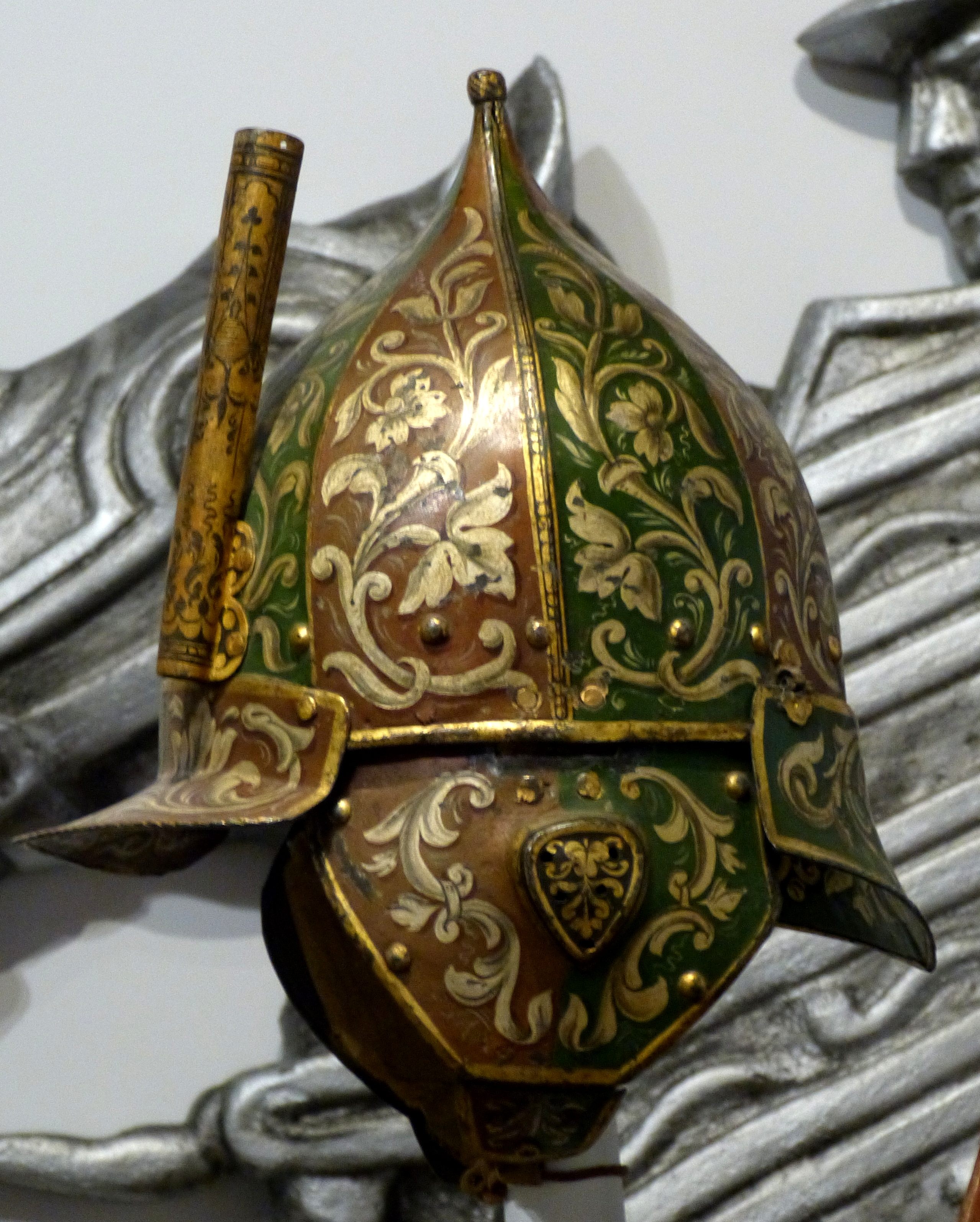
Burgonet Ferdinanda II. Tyrolského, kolem 1550

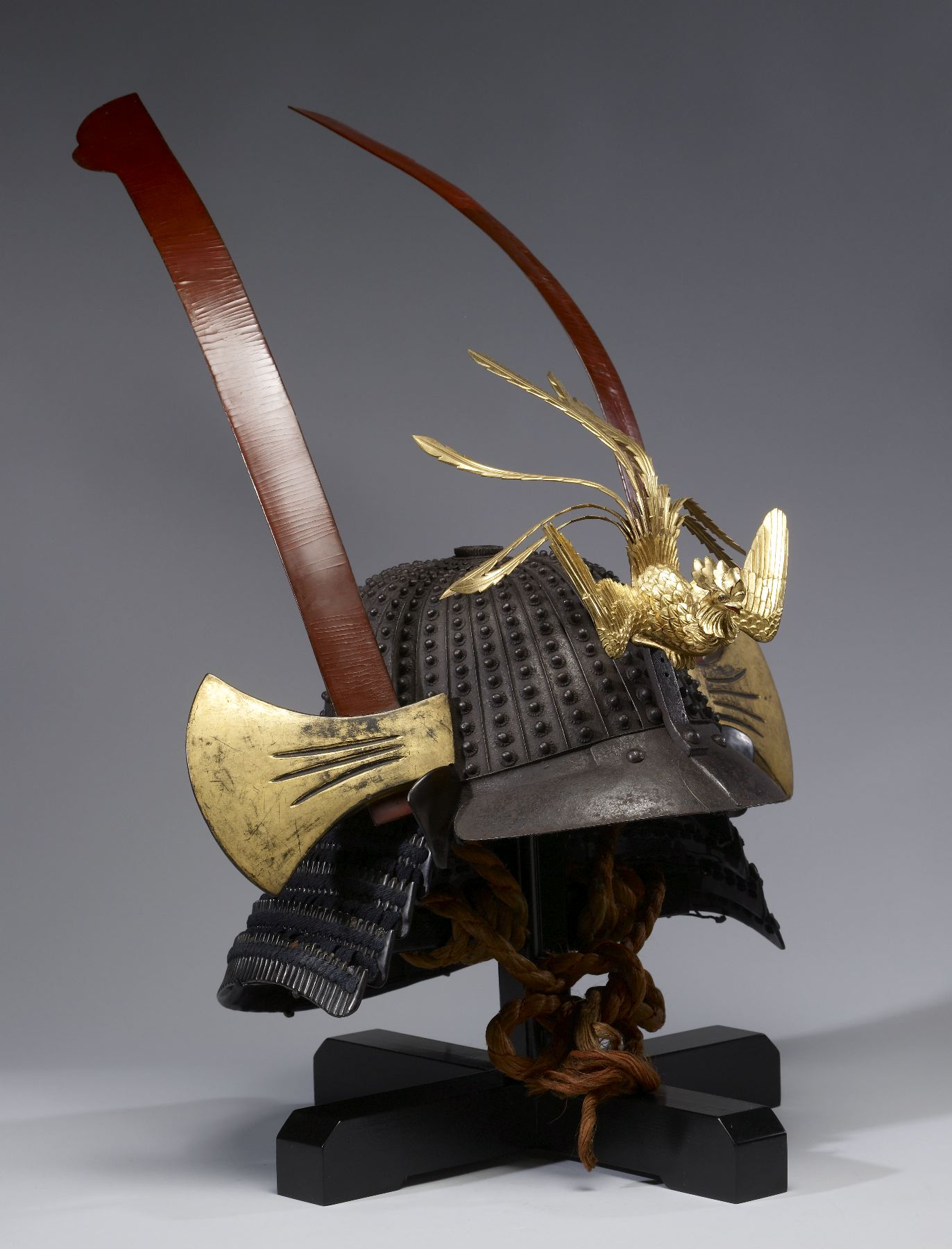
Kabuto, přilba japonského samuraje ze 17. století

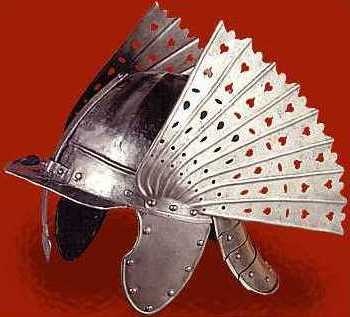
Šišák polského husara ze 17. století

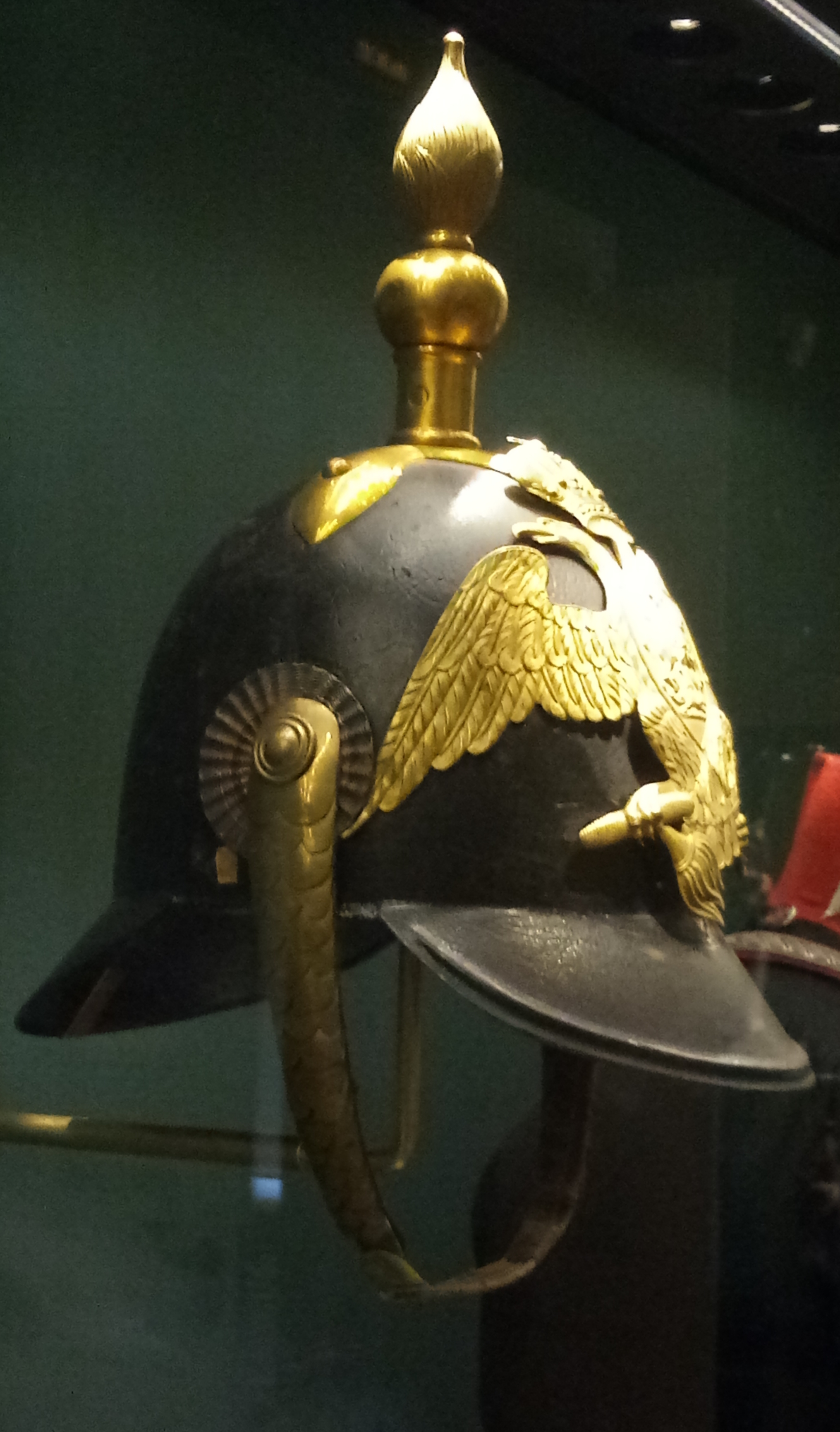
Pickelhaube pruského důstojníka z roku 1849

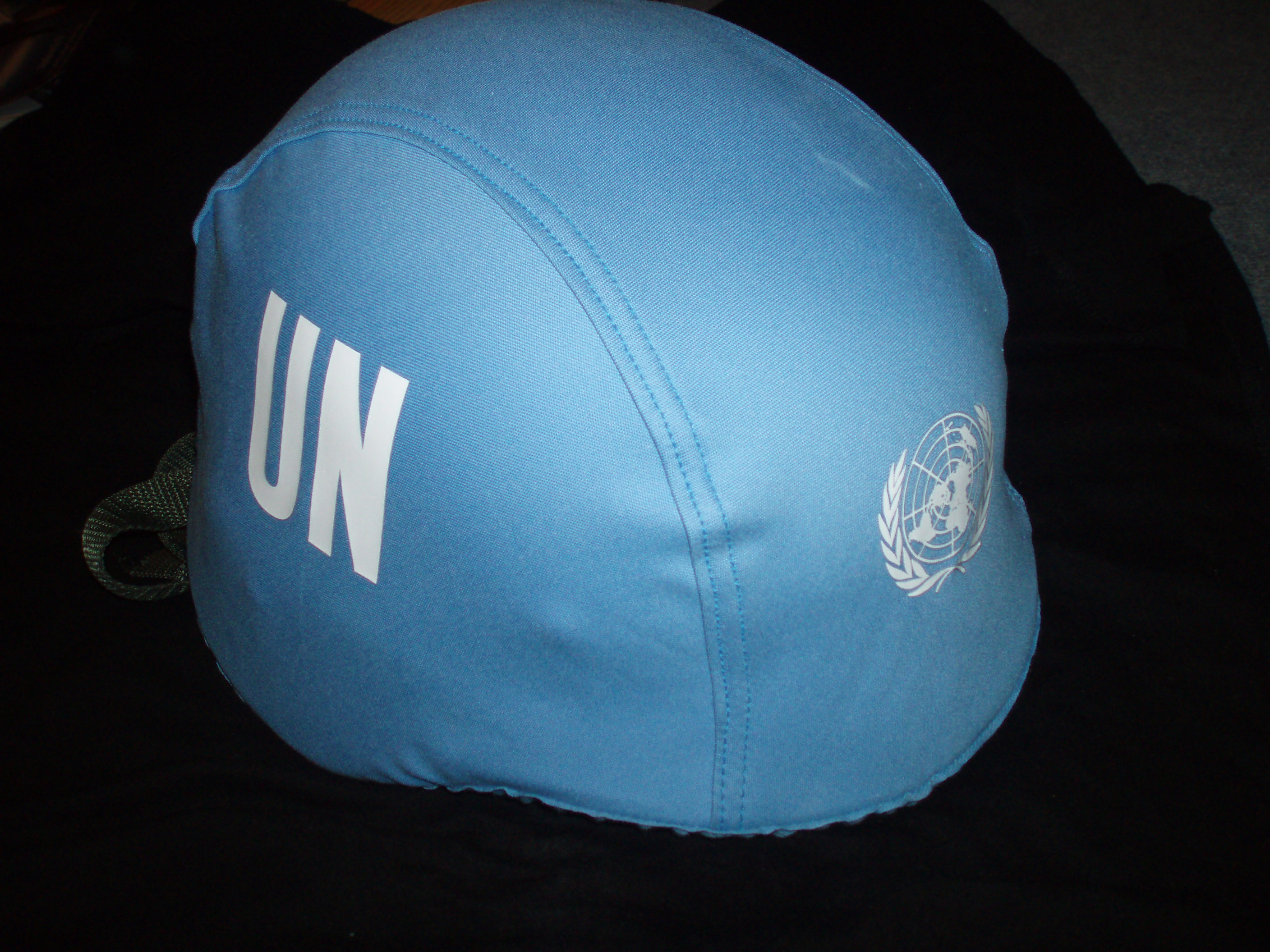
Helma s modrým potahem, používaná v mírových misích OSN

- barmice – pár nebo 2+1 závěsných dílů, kryjících okolí uší a zátylek, někdy tepané a spojené se zvonem pomocí kroužků; často celé z kroužkového pletiva
- hledí – pohyblivá (zdvižná) část přilby, kryjící při boji (turnaji) oblast očí
- chochol – péřový nebo žíněný nástavec, vsazený do objímky nebo kolejnice na temeni přilby. Nejčastěji míval kontrastní (červené, černé, bílé) zbarvení a mohl plnit i funkci distinkce.
- klenot – zpravidla dřevěné polychromované heraldické znamení rytíře užívané ve středověku, především při rytířských turnajích. Mohl mít podobu stylizovaných rohů, heraldického zvířete nebo jiného erbovního znamení, zobrazeného na rytířově štítu. Panovníci užívali často klenoty v podobě královské korunky.
- kukla – návlek na celou hlavu a krk buď kožený nebo z kroužkového pletiva, s otvorem pro tvář, obléká se pod přilbu, pokud přilba nemá barmice
- lícnice – pár lícnic kryl tváře u přileb římské výrobní tradice; lícnici později nahradila barmice
- maska – plát přilby kryjící celý obličej, nahrazuje nánosník (např. u některých anglosaských a vikinských přileb). Na rozdíl od hledí není maska pohyblivá.
- nánosník – osově svisle umístěný přední díl (hřbet) přilby, vykovaný vcelku se zvonem nebo samostatný prvek přinýtovaný k čelní části zvonu přilby; kryje nos a oblast očí
- očnice – většinou brýlovitý přinýtovaný díl – nástavec oblasti nosu a očí, nahrazující také nánosník, typický pro Normany a Vikingy; na kbelcových přilbách v raném a vrcholném středověku je může nahrazovat pár probíjených křížů
- segment – klenutý díl (článek) přilby
- zvon – hlavní část (kupole) helmy; může být vykovaný z jednoho kusu, nebo složený ze segmentů
- žebro – spojovací prvek segmentů zvonu; výztuha, může být z řemenové kůže

## Historie

### Starověk
Historie vojenských přileb je stejně stará jako historie válečnictví. Nejstarší známá přilba pochází z 26. století př. n. l. a patřila sumerskému vládci Meskalamdugovi z města Uru. Je zhotovená ze zlata a měla ceremoniální využití, nejspíše sloužila svému majiteli jako královská koruna. Sumerští bojovníci v této době nosili zašpičatělé čapky či kápě z tvrdé kůže, jaké zobrazuje urská standarta. Podobný kuželovitý tvar měly i pozdější bronzové přilby, které nosili vojáci pozdějších států v Mezopotámii (Asyřané a Babyloňané) i sousedních oblastech (např. Chetité, Izraelité, Peršané). Ve starověkém Egyptě se však přilby příliš neuplatnily. Mykénští Řekové nosili kožené přilby zdobené kančími kly a později i přilby z bronzu, vybavené lícnicemi. Pozdější Řekové nosili většinou bronzové přilby, buďto otevřeného tvaru s lícnicemi nebo uzavřené, chránící celý obličej (tzv. korintská přilba). Existovaly i přilby s pohyblivým (sklopným) hledím. Většinou bývaly doplněné barevných chocholem z koňských žíní nebo z peří.
Římané používali zpočátku bronzové přilby s žíněným chocholem, později přilby železné. Na rozdíl od řeckých přileb byla římská přilba (galea) otevřená a více než obličej chránila zátylek vojáka.     V římském vojsku plnily přilby měly také reprezentační a distinkční účel. Použitím výrazných barevných chocholů sloužily také k označování centuriona (velitele jednotky), případně i vyšších důstojníků. Okázalé, zpravidla uzavřené přilby s různě tvarovaným hledím a jedním či více chocholy nosili římští gladiátoři.
Dlouhou historii mají i rohaté přilby. Původně na nich bývaly upevněny skutečné rohy velkých kopytníků (zubr, pratur, v Asii buvol), později bývaly rohy tvarovány z kovu. Rohaté přilby jsou zpravidla spojovány s Kelty a Germány, nosili je však i bojovníci starověkého mořského národa Šerdenů nebo obyvatelé Kypru v době bronzové. Také japonští samurajové si své přilby kabuto často zdobili klenotem ve tvaru rohů.

### Středověk
V období stěhování národů a raného středověku byly v Evropě rozšířeny přilby zvoncovitého tvaru s nánosníkem, a někdy rovněž lícnicemi a očnicemi. Přilby tohoto typu byly široce rozšířeny mezi vikingy, Anglosasy, ale i Franky či Slovany. Urození válečníci někdy nosili přepychové přilby, u nichž nánosník a očnice nahrazovala propracovaná maska. V Asii a severní Africe se užívaly přilby podobného tvaru, často završené ozdobným hrotem a doplněné barmicí nebo závěsníkem z kroužkového pletiva, chránícím týl a krk. Podobný typ přileb nosili také čínští a korejští vojáci či japonští samurajové, jejichž přilby mívaly lícnice a ochranu krku složené z kovových destiček či článků.
Během vrcholného středověku, ve 12. a 13. století, se mezi rytíři rozšířily kbelcové přílby, které chránily celou hlavu a krk. Byly však velmi těžké, neohrabané a jejich úzké průzory, často ve tvaru zdvojeného kříže, umožňovaly jen velmi omezené vidění. Rytíři urozeného původu si na přilbici umisťovali tzv. klenot, který vyjadřoval jejich rodovou příslušnost a byl vlastně doplňkem erbu, umístěného na štítu a na varkoči. Ve 14. století přišla důležitá inovace v podobě přilby se sklopným hledím, které současně zajišťovalo ochranu očí i větší pohodlí pro svého nositele. Během stoleté války, s tím, jak na bojištích vzrůstal význam pěchoty, se objevily i lehčí typy přileb. Patřil k nim tzv. italský šalíř, zvaný také „barbuta“, dále železný klobouk neboli „kapalín“, který si oblíbili čeští husité nebo otevřené šišáky orientálního původu, často s kroužkovými barmicemi, typické pro uherskou a polskou lehkou jízdu.

### Raný novověk
V 16. století se postupně ustupovalo od složitých tvarů přileb, chocholů i hledí. Upřednostňovaly se jednoduché přilby, které měly hlavně plnit účel ochrany hlavy. Jistá zdobnost ještě zůstávala, jako příklad lze uvést přilby španělských conquistadorů, zvané „morion“, nebo francouzský „burgonet“. Hruškovitý tvar měla přilba nazývaná „birnbaum". Střelecký „šišák" otevřeného tvaru, ale s lícnicemi a ochranou týla, byl nejobvyklejší pěchotní přilbou konce 16. a první poloviny 17. století. Z něj se za třicetileté války vyvinula „pappenheimka" nazvaná podle velitele císařského vojska Pappenheima, nahradila předchozí typy přileb u jezdectva. Přilby podobné pappenheimce se uplatňovaly i na bojištích anglické občanské války nebo ve francouzské armádě, kde je nosili např. dragouni Ludvíka XIV. V Polsko-litevském státu, v Uhrách a na Rusi se udržely šišáky orientálního typu s kroužkovými barmicemi a často i s výrazným nánosníkem. V Asii se tvar přileb Osmanů, Peršanů či japonských samurajů od středověku nijak nezměnil.
Koncem 17. a v 18. století se od přileb začalo upouštět, především u pěchoty a dělostřelectva je nahradily různé vojenské čepice. Déle, až do napoleonských válek, se přilby např. ve francouzské armádě udržely u dragounů a kyrysníků.
Odklon od užívání přileb pokračoval i v 19. století, ovšem s výjimkou Pruska, kde byla roku 1842 zavedena pro většinu armády jednotná kožená přilba s mosaznou garniturou a typickým hrotem na temeni, známá jako „pickelhaube" nebo počeštěně piklhaubna. Ve výstroji pruské, a později německé armády přežila až do 1. světové války a stala se neoficiálním symbolem německého militarismu.

### 20. století
Na začátku první světové války neměl žádný voják jinou ochranu hlavy než koženou piklhaubnu, filcovou čepici či důstojnický klobouk (čáku), které dokázaly hlavu ochránit nejvýše před šavlemi. Když začala zákopová válka, dramaticky vzrostl počet smrtelných zranění hlavy. Častěji bylo způsobeno střepinami z granátů než střelbou ze zbraně, protože hlava zdvižená ze zákopu byla nejohroženější částí těla.
- Adrianova přilba: Francouzi na tragická zranění hlavy reagovali jako první a v červenci roku 1915 zavedli pro své vojáky Adrianovu přilbu, nazvanou podle důstojníka Louise Adriana. Byla vyrobena z ocelového plechu o tloušťce 1 mm, zepředu dozadu zpevněna osovým hřebenem a jako jediná ze všech konstrukcí měla po obvodu přiletovanou krempu ze silnějšího plechu. Do konce roku 1915 jí bylo vyrobeno 700 000 a každý následující rok 7 500 kusů. Užívaly ji armády Francie, Belgie, Ruska, Rumunska, Itálie a Srbska.
- Brodieho železný klobouk: Poručík John Brodie dostal pověření ke konstrukci přilby pro britskou armádu v létě 1915. Tvar přilby odvodil ze středověkého železného klobouku. S hmotností 750 gramů byla tato přilba nejlehčí ze všech, ale také příliš mělká, takže nechránila uši a krk. Komfortním detailem byla vnitřní měkká vložka. Brodieho helmu vojáci nazývali Plechový klobouk (anglicky: Tin hat). Když roku 1917 vstoupily do války také Spojené státy, převzala železný klobouk i jejich armáda. Model M1917 byl vylepšený použitím plechu z manganové oceli o tloušťce 9,1 mm, aby helma odolala střelám z pistole ráže .45.

- Druhá světová válka – přílby sloužily již pouze svému praktickému účelu. Byly mj. používány americké přilby M1, na něž se v Tichomoří používaly maskovací potahy se vzorem Duck hunter. Používány byly ještě ve Vietnamu. Tyto helmy byly později nahrazeny kevlarovými helmami PASGT.

## Současnost
Helmy PASGT jsou v současné době v armádě USA nahrazovány helmami Mich 2000. Oba typy mají balistickou odolnost na stupni US II. Dále jsou používány plastové přílby typu Pro-Tec, chránící hlavu pouze proti úderu.

### Příslušenství
- „Kočičí oči" – zvláštní páska navlékaná na helmu, se dvěma fosforovými částmi, které mají být umístěny na zadní straně helmy. Tyto přes den sbírají světlo a v noci jej slabě reflektují. Účelem je možnost rozeznání vlastních vojáků.
- Potahy na helmu – potahy jsou obvykle s maskovacím vzorem, tento zároveň chrání helmu před poškrábáním. Proto bývá i na přílbách pro CQB potah černé barvy. Zvláštním případem je použití modrého potahu u mírových sil OSN, kde jednotky podle této části výstroje dostaly své lidové pojmenování (modré přilby).

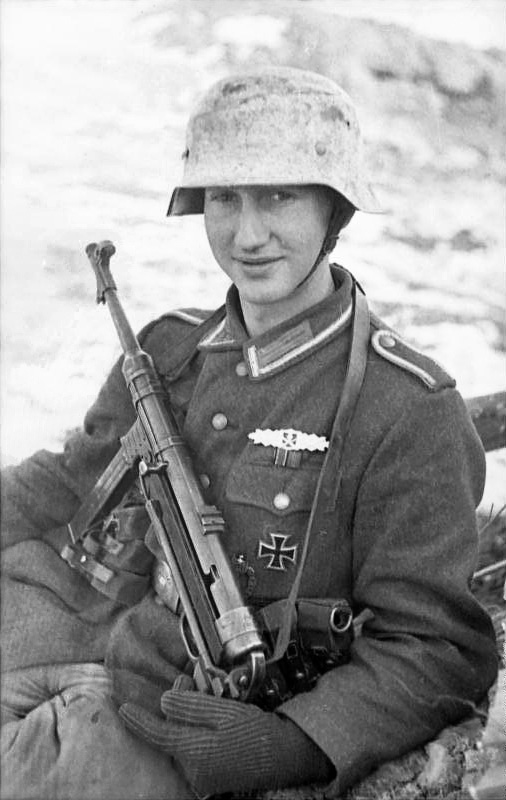
Německá helma z druhé světové války

### Výhody použití přileb proti plátěným pokrývkám hlavy
- Dokonalejší ochrana hlavy před sečnou, bodnou i palnou zbraní, případně střepinami i pádem kamení
- Lepší možnosti termálního a multispektrálního maskování
- Lepší možnosti vestavby přístrojového vybavení

### Nevýhody použití přileb proti plátěným pokrývkám hlavy
- Vyšší hlučnost v terénu, možné ovlivnění sluchových vjemů
- Problematičnost odsávání potu
- Vyšší hmotnost
- Vyšší profil i při zalehnutí
- Možnost zaklínění v úzkých prostorách